# Smarketing
Der Begriff Smarketing kommt aus dem Englischen und ist eine Wort-Kombination aus Sales und Marketing. Er beschreibt den Prozess der Integration der Verkaufs- und Marketingprozesse eines Unternehmens. Smarketing ist ein Konzept, bei dem Vertrieb und Marketing zusammenarbeiten, um gemeinsam Leads zu generieren, zu qualifizieren und abzuschließen. Durch eine enge Zusammenarbeit können Vertriebs- und Marketingteams effektiver arbeiten und bessere Ergebnisse erzielen. 
Im B2B-Bereich ist der Kaufprozess in der Regel langwierig und komplex. Unternehmen suchen nach Lösungen für komplexe Probleme und benötigen oft eine umfassende Beratung und Betreuung durch Vertriebsmitarbeiter. Marketingmaßnahmen wie Content-Marketing, Suchmaschinenoptimierung und Social-Media-Marketing können dazu beitragen, potenzielle Kunden auf das Unternehmen aufmerksam zu machen und den Kaufprozess zu erleichtern. Durch eine enge Zusammenarbeit zwischen Vertrieb und Marketing können Unternehmen sicherstellen, dass die Marketingaktivitäten auf die Bedürfnisse des Vertriebs ausgerichtet sind und dass Vertriebsmitarbeiter die richtigen Tools und Ressourcen haben, um Leads effektiv zu bearbeiten und abzuschließen.
Eine integrierte Smarketing-Strategie kann auch dazu beitragen, den ROI von Vertriebs- und Marketingaktivitäten zu verbessern. Indem Vertrieb und Marketing gemeinsam an der Identifizierung und Qualifizierung von Leads arbeiten, können sie sicherstellen, dass die Ressourcen auf die vielversprechendsten Leads konzentriert werden. Dies kann zu einer höheren Conversion-Rate und einem höheren Umsatz pro Lead führen.
Das Ziel ist eine bessere Zusammenarbeit zwischen Marketing und Sales mit Fokus auf einen kundenzentrierten Ansatz in der externen und internen Kommunikation. Um die beiden Fachbereiche miteinander zu verbinden, benötigen Organisationen und Unternehmen eine gemeinsame Datenbasis und ein CRM als Schnittstelle. Weitere Grundlagen für den integrativen Smarketing-Ansatz sind definierte Personas sowie ein Service-Level-Agreement (SLA). In diesem Dienstleistungsvertrag werden die Vertriebs- und Marketingziele konkret festgelegt. Smarketing ist außerdem die Grundlage für Inbound-Marketing und den Einsatz von Marketing-Automation mit dem Ziel der Leadgenerierung.